# Chrysococcyx lucidus

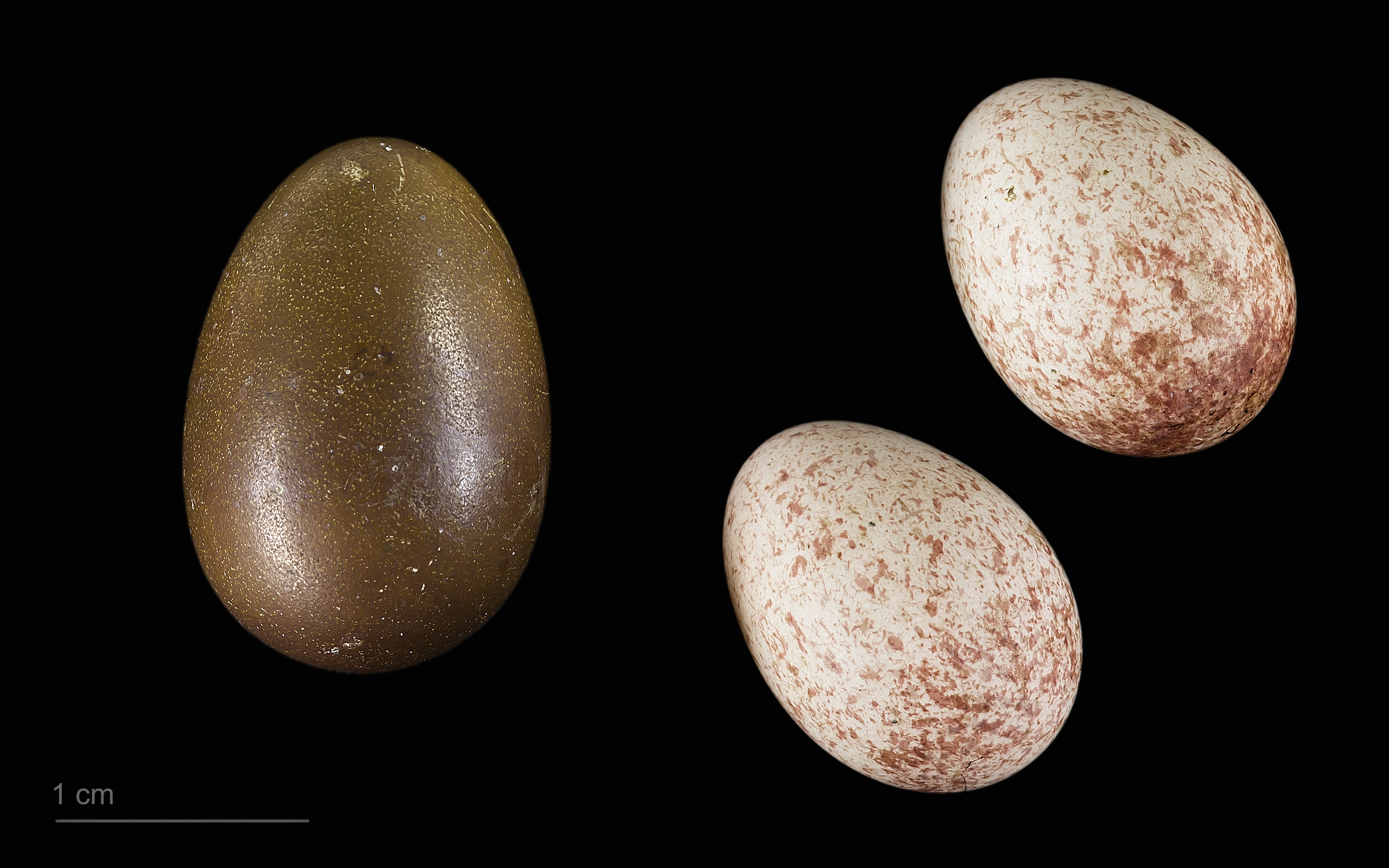
Chrysococcyx lucidus en un nido de Gerygone flavolateralis - MHNT

El cuclillo broncíneo o cuclillo bronceado (Chrysococcyx lucidus), es una especie de ave cuculiforme de la familia de los cucúlidos (Cuculidae) endémica de Oceanía. Con una longitud de 15 a 17 centímetros es el ave más pequeña de la familia Cuculidae. Es una especie parasitaria principalmente con especies del género Gerygone, su rango corresponde en gran medida con la distribución de este género. 

## Taxonomía
El naturalista alemán Johann Friedrich Gmelin describió esta especie en 1788 como Cuculus lucidus, a partir de una muestra obtenida de Queen Charlotte Sound en Nueva Zelanda. En 1801 en Nueva Gales del Sur John Latham lo describió como Cuculus plagosus, y los dos se clasificaron como especies separadas por muchos años. Sin embargo los dos se consideran congéneres.

## Distribución

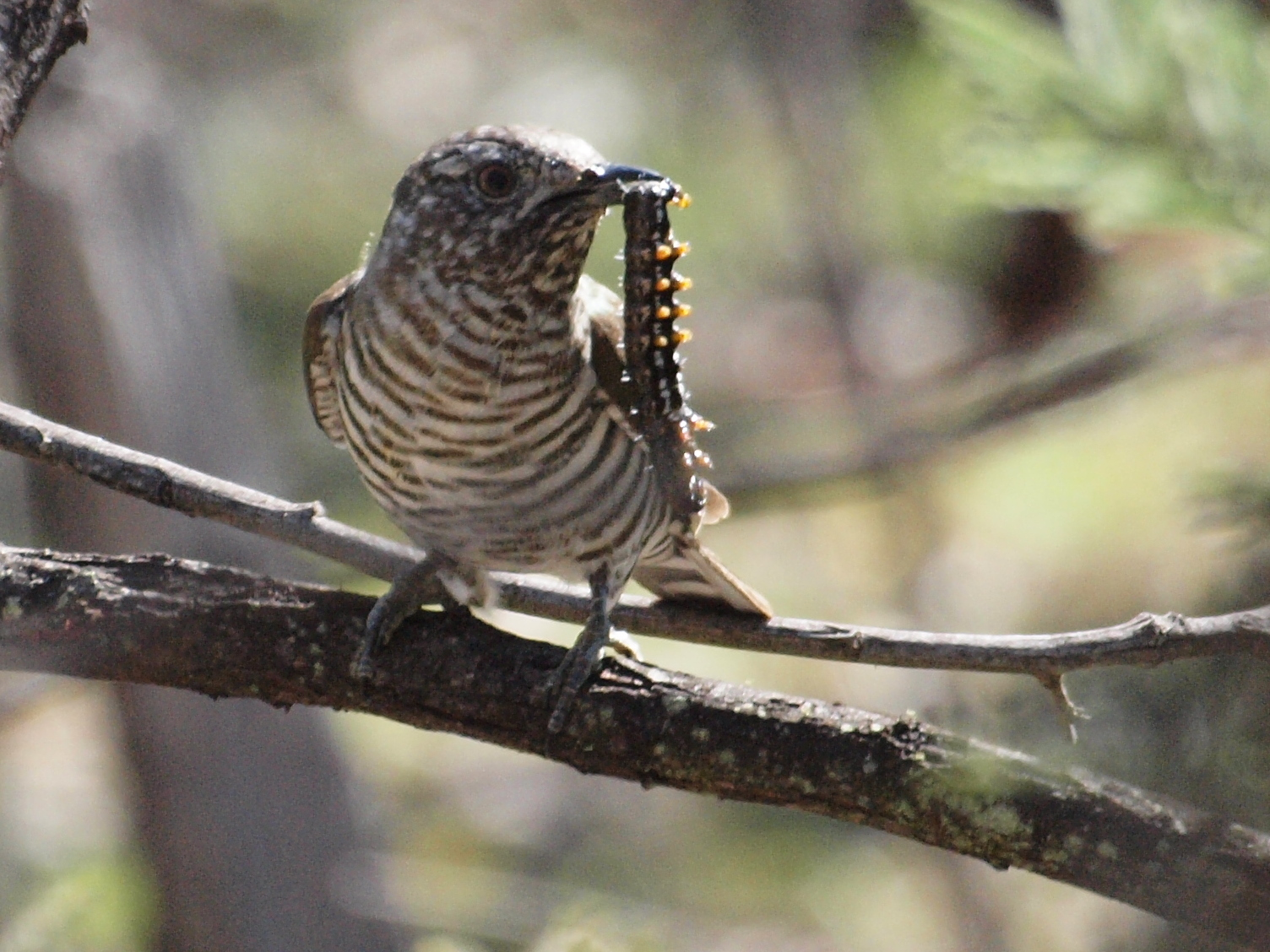
Un cuclillo bronceado en la Reserva Natural Mulligans Flat, Canberra, Australia.

Esta especie se puede encontrar en Australia, Indonesia, Nueva Caledonia, Nueva Zelanda, Papúa Nueva Guinea, Islas Salomón y Vanuatu.
Habita diversos hábitats, tales como bosques de eucalipto y pinos, praderas abiertas y hábitats creados por factores antropogénicos, tales como parques y jardines. La comida consiste en insectos, de preferencia orugas recogidas de las hojas y menudo insectos capturados en vuelo. 
Al igual que todos los demás miembros del género Chrysococcyx es un parasitario de puesta. Entre las aves hospedadoras incluyen varias especies del género Acanthiza y Sericornis.